# Interleukin 20
Interleukin 20 (IL-20) je protein, který je u lidí kódován genem IL20, který je umístěn v těsné blízkosti genu pro IL-10 na 1q32 chromozomu. IL-20 je součástí cytokinové podrodiny IL-20, která zároveň patří do větší cytokinové rodiny IL-10.
Podrodina IL-20 mimo samotného IL-20 dále zahrnuje další cytokiny: IL-19, IL-22, IL-24 a IL-26. Důležitou funkcí cytokinů podrodiny IL-20 je zprostředkování komunikace mezi imunitním systémem a epiteliálními tkáněmi. IL-20 potřebuje pro signalizaci β-podjednotku receptoru pro IL-20 (IL-20RB), která vytváří funkční heterodimerní receptor buď s α-podjednotkou receptoru pro IL-20 (IL-20RA ), nebo s α-podjednotkou receptoru pro IL-22 (IL-22RA1). Obě tyto varianty heterodimerního receptoru umožňují účinnou signalizaci pro IL-20.
Receptory pro IL-20 jsou exprimovány v kůži, plicích, vaječnících, varlatech a placentě. IL-20 je produkován hlavně myeloidními buňkami, jako jsou monocyty, granulocyty a dendritické buňky, ale může být produkován také keratinocyty a fibroblasty. Exprese IL-20 je stimulována pomocí IL-1β, IL-17, IL-22, TNF a LPS. Receptory pro IL-20 jsou nejvíce exprimovány keratinocyty, endoteliální buňky a adipocyty.
IL-20 má širokou škálu funkcí a podílí se na řadě imunitních a neimunitních procesů v těle. IL-20 se například podílí na procesu hojení ran, proliferaci epiteliálních buněk, prevenci apoptózy epiteliálních buněk, regulaci diferenciace keratinocytů při zánětu, expanzi hematopoetických progenitorových buněk atd.
IL-20 se podílí na patogenezi psoriázy. V psoriatické kůži je vysoce exprimovaný receptor pro IL-20. Pravděpodobně při psoriáze dochází k dysfunkci regulace IL-20 což vede k nekontrolovatelnému hojení ran.
Protože se IL-20 podílí na podpoře proliferace epiteliálních buněk, je také spojen s rozvojem rakoviny. Receptory pro IL-20 jsou velmi často exprimovány na nádorových buňkách epiteliálního původu. Vysoká exprese IL-20 je spojována s rakovinou močového měchýře. Na druhé straně je známo, že IL-20 zabraňuje poškození tkáně v důsledku chronického zánětu, což může snížit pravděpodobnost rozvoje rakoviny. Role IL-20 ve vývoji rakoviny je tedy nejednoznačná a je třeba ji dále prozkoumat. IL-20 dále podporuje angiogenezi a je vysoce exprimován v aterosklerotických plátech.

## Role IL-20 při revmatoidní artritidě
IL-20 se podílí na patogenezi revmatoidní artritidy (RA). IL-20 stimuluje sekreci chemokinů MCP-1 a IL-8 v synoviálních fibroblastech, které atrahují neutrofily a T-buňky. IL-20 svou signalizací stimuluje buňky k produkci TNF-α, IL-1 a IL-6, což jsou cytokiny podílející se na patogenezi RA. IL-20 je vysoce exprimován v synoviální tekutině u pacientů s RA. Hladiny IL-20 v séru se neliší od hladin zdravých kontrol, což naznačuje, že IL-20 se účastní napatogenezi RA pouze v lokálních místech zánětu. Důkazem, že IL-20 působí přímo na synoviální membráně u pacientů s RA je zdejší vysoká exprese receptorů pro IL-20. Díky odhalení působení IL-20 při RA se nyní testuje použití anti-IL-20 protilátky jako potenciální léčby.

## Protilátka proti IL-20
Použití monoklonálních protilátek proti IL-20 je zkoumáno pro léčbu či prevenci: psoriázy, revmatoidní artritidy, aterosklerózy, osteoporózy a mrtvice. Dosavadní studie například ukazují, že protilátka proti IL-20 snižuje závažnost RA a zmírňuje destrukci kostí u krys. Protilátka proti IL-20 zabraňuje nejen signalizaci IL-20, ale také snižuje produkci TNF-a, IL-1 a IL-6 in vivo. Lidská rekombinantní monoklonální protilátka proti IL-20 vyvinutá společností Novo Nordisk Inc. nyní vstoupila do fáze IIb klinické studie.